# Batalla de Filé
La batalla de Filé se libró entre los exiliados atenienses que estaban tratando de restaurar la democracia en Atenas y una guarnición espartana que protegía al gobierno oligárquico de los Treinta Tiranos. En la lid, los setecientos exiliados de Atenas al mando de Trasíbulo derrotaron a los espartanos y a su caballería ateniense, a los que acometieron de madrugada.

## Preludio
Tras la derrota de Atenas en la guerra del Peloponeso, Lisandro y los espartanos victoriosos impusieron un represivo gobierno oligárquico a la ciudad. Este gobierno, que llegó a ser conocido como los Treinta Tiranos, a causa de sus acciones brutales, exilió a un buen número de ciudadanos. Muchos de estos se reunieron en Tebas, donde recibieron el apoyo y la ayuda del gobierno antiespartano de Ismenias. A finales de 404 a. C., setenta de estos exiliados, al mando de Trasíbulo, cruzó la frontera hacia el Ática y ocuparon el punto fuerte de Filé en el Monte Parnés.
Las tropas de los Treinta, tratando de eliminar esta amenaza, salieron a atacar a Filé, pero, después de un asalto inicial, fueron rechazados y una tormenta de nieve los obligó a regresar a Atenas. Mientras tanto, más exiliados comenzaron a llegar a Filé, que engrosaron las filas de los que defendían la plaza. Los Treinta enviaron a la guarnición espartana de Atenas, junto con un contingente de caballería ateniense, para vigilar Filé y evitar que los exiliados corrieran el campo.

## La batalla
La hueste espartana fijó su campamento en un campo a dos millas de Filé, y desde allí vigiló la zona. Para entonces, sin embargo, en Filé se habían concentrado numerosos exiliados; Trasíbulo contaba ya con unos setecientos hombres. Con este ejército, bajó de Filé por la noche y rodeó el campamento espartano; al amanecer, los exiliados atacaron y sorprendieron a la fuerza espartana en medio del despertar. Esta sufrió una derrota total; ciento veinte hoplitas, poco menos de un quinto del total de espartanos, perecieron en el combate, al igual que tres soldados de caballería. Los vencidos huyeron en desbandada camino de Atenas; los vencedores, tras perseguirlos una milla, regresaron a Filé.

## Consecuencias
Esta inesperada derrota quebró la confianza del gobierno ateniense, y los Treinta comenzaron poco después a prepararse un refugio en Eleusis mediante la incautación de propiedades y el ajusticiamiento de algunos posibles opositores que residían en esta. Los exiliados, por su parte, recibieron un gran impulso del prestigio de la victoria; su número aumentó rápidamente con nuevos reclutas. Apenas unos días después de la batalla de Filé, Trasíbulo acaudilló un contingente de mil hombres que se encaminó a El Pireo. Allí, obtuvo otra victoria, tras la cual los Treinta huyeron a Eleusis. A continuación los dos bandos quedaron equilibrados: Trasíbulo y sus partidarios gozaban de la posesión de El Pireo, mientras que un nuevo gobierno oligárquico se mantenía en Atenas. La llegada de un destacamento espartano bajo Pausanias puso fin al estancamiento del conflicto: después de librar un choque sin vencedor claro con los atenienses de Filé, Pausanias concertó un pacto con estos mediante el cual se restauró el gobierno democrático en Atenas.